# Madikeri

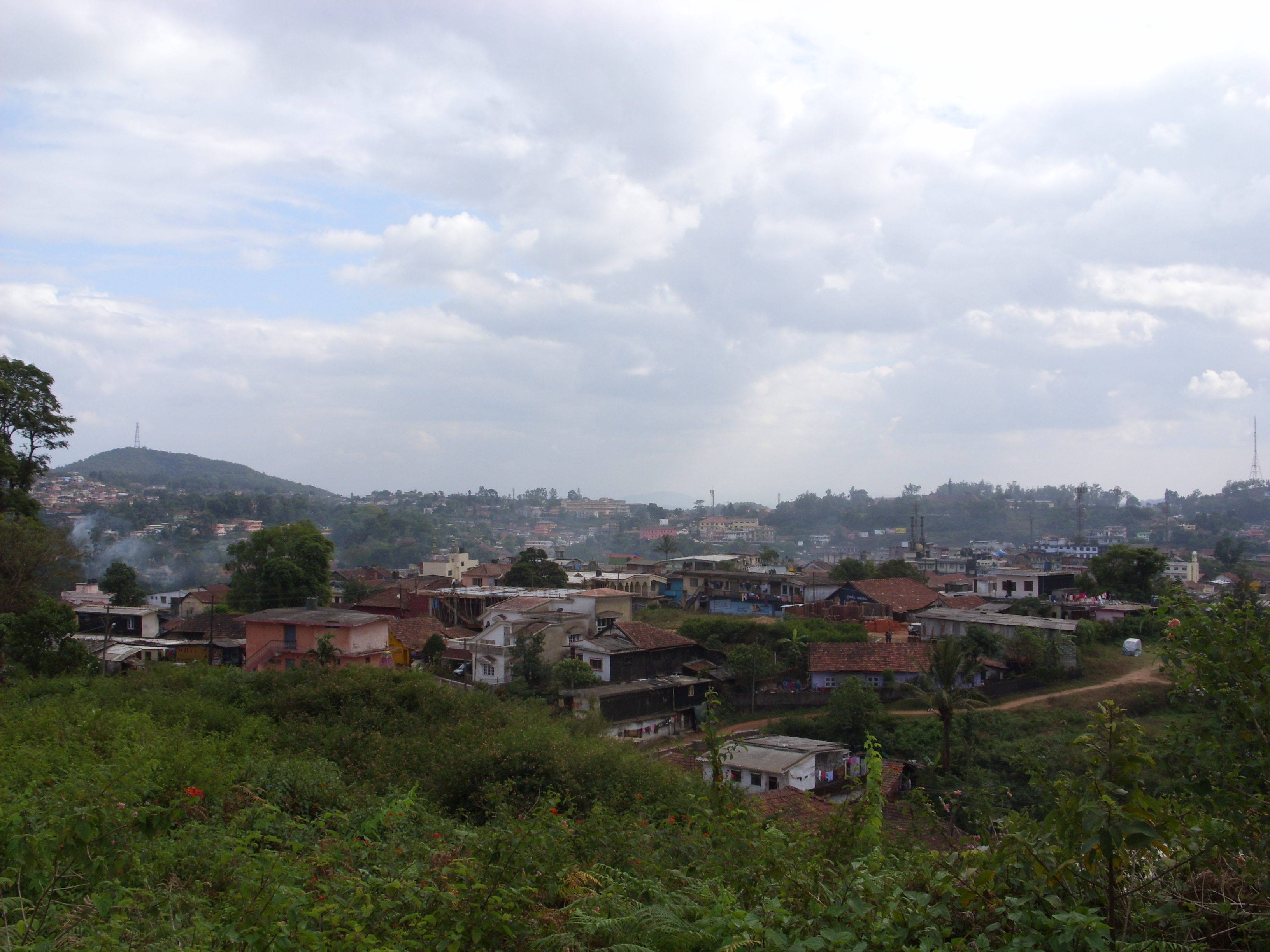
Vy över Madikeri.

Madikeri (eller Mercara) är en stad i den indiska delstaten Karnataka, och är huvudort i distriktet Kodagu (även kallat Coorg). Folkmängden uppgick till 33 381 invånare vid folkräkningen 2011.